# Indiens (Inde)
Pour les articles homonymes, voir Indien.
Les Indiens et les Indiennes sont les citoyens et citoyennes de l'Inde, indépendamment de leur appartenance ethnique. En 2023, la population indienne est la plus importante du monde.

## Étymologie
Indien, dans le sens « habitant de l'Inde », est mentionné vers 1265 sous la graphie yndiien.

## Confusion
Les termes « Indien » et « Indienne » pour désigner les habitants de l'Inde, sont aussi souvent employés pour nommer les populations des Amériques, les « Indiens d'Amérique ». Cette confusion est couramment attribuée à Christophe Colomb, qui a désigné les peuples américains rencontrés dans ses expéditions par « indiens » (entre autres noms), pensant être aux Indes orientales.
Pour distinguer entre ces deux populations, l'emploi de « Indiens » est généralement restrictif aux habitants de l'Inde, tandis que « Amérindiens » (enrichi du préfixe « Amer », de « Amérique ») est exclusif aux habitants de l'Amérique.

## Anthropogéographie
Les Indiens sont limitrophes des Pakistanais, Chinois, Bangladais, Birmans, Népalais et Bhoutanais.

## Origines
Parler historiquement d'« Indiens » peut être ambigu, car les frontières politiques de l'Inde ont changé à plusieurs reprises : Empire moghol, Raj britannique, etc.
Les anciens partageaient l'Inde en deux régions : l'une située en deçà du Gange qu'ils appelaient India intra Gangem, l'autre située au-delà de ce fleuve qu'ils appelaient India extra Gangem. La première comprenait l'Inde proprement dite et s'étendait depuis l'embouchure la plus occidentale du fleuve Indus — à qui tout le pays doit son nom — jusqu'à l'embouchure la plus orientale du Gange, dans un espace d'environ quatre-cents lieue. On y comptait plusieurs peuples : les Taxiles, les Musicani, les Aspii, les Thiræi, les Arasani, les Guræi, les Oxydracæ, les Malli, les Sabracæ, les Sogdii, les Præsti, les habitants du promontoire de Comar qui est le cap Comorin des modernes, les Prasii et d'autres nations moins considérables. 
L'autre portion de l'Inde n'a été connue que très vaguement des anciens et il n'est pas possible d'indiquer les limites qu'on lui donnait. On y comptait aussi différents peuples : les Gangaridæ, ainsi nommés parce qu'ils habitaient les voisinages du Gange ; les habitants de l'Aurea Chersonesus, qu'on croit être l'Ophir de l'écriture ; les Tacoræi, les Corancali, les Indaprathæ, les Cacobæ et d'autres peuples à l'identité obscure qui sont presque inconnus aux auteurs ayant essayé d'en donner la description.
Selon Pline, les Indiens de son temps vantaient la noblesse et l'ancienneté de leur extraction ; ils regardaient Bacchus comme leur fondateur. Aussi, c'est une tradition fort ancienne parmi les Arabes que les Indiens tirent leur origine et leur nom de Sind et de Hind, dont Cham serait le bisaïeul.